# Kanton Crest-Sud
Der Kanton Crest-Sud war bis 2015 ein französischer Wahlkreis im Arrondissement Die, im Département Drôme und in der Region Rhône-Alpes; sein Hauptort war Crest.
Der Kanton Crest-Sud war in zwölf Gemeinden gegliedert und hatte 7.638 Einwohner. Die Fläche betrug 235,8 km².

## Gemeinden
| Gemeinde               | Einwohner | Fläche in ha |
| ---------------------- | --------- | ------------ |
| Autichamp              | 120       | 625          |
| Chabrillan             | 608       | 1775         |
| Crest (südlicher Teil) | 2198 (1)  | 664 (1)      |
| Divajeu                | 544       | 1325         |
| Francillon-sur-Roubion | 140       | 1080         |
| Grane                  | 1567      | 448          |
| La Répara-Auriples     | 230       | 1503         |
| La Roche-sur-Grane     | 121       | 1223         |
| Piégros-la-Clastre     | 755       | 2476         |
| Puy-Saint-Martin       | 647       | 1165         |
| Saou                   | 409       | 4160         |
| Soyans                 | 299       | 2564         |

(1) Die Angaben beziehen sich auf den Teil der Stadt, der zum Kanton gehörte.